# Jhārgrām
Jhārgrām är en ort i Indien.   Den ligger i distriktet Paschim Medinipur och delstaten Västbengalen, i den östra delen av landet, 1 200 km sydost om huvudstaden New Delhi. Jhārgrām ligger 81 meter över havet och antalet invånare är 57 796.
Terrängen runt Jhārgrām är platt. Runt Jhārgrām är det tätbefolkat, med 319 invånare per kvadratkilometer. Det finns inga andra samhällen i närheten. Trakten runt Jhārgrām består till största delen av jordbruksmark.